# 或る日突然
「或る日突然」（あるひとつぜん）は、1969年に発表されたトワ・エ・モワのEP盤シングルレコード。

## 概要
- トワ・エ・モワとしてのデビュー・シングル曲となり、週間オリコンチャートでは最高4位を記録するヒット・ソングとなった[1]。
- それから24年後の1993年5月12日にトワ・エ・モワは、同じ『或る日突然』のタイトルでニューアレンジした、オリジナル音源のヴォーカル・トラック使用によるリミックスのシングルを発売している。尚リミックス制作は米光亮で、連続ドラマ「嘘つきは夫婦のはじまり」オープニングテーマに採用された（週間オリコン最高70位）[1]。
- 本曲の原盤著作権は、トワ・エ・モワが当時所属していた渡辺プロダクション傘下の渡辺音楽出版が所有管理を行っている[2]。

## 収録曲

### オリジナル
（17cmEP EP-1147 1969年5月10日発売）
1. 或る日突然
2. 恋人のなぎさ
両曲共、作詞：山上路夫／作曲：村井邦彦／編曲：小谷充

### 1993年盤
（8cmCD TODT-3033 1993年5月12日発売）
1. 或る日突然
作詞：山上路夫／作曲：村井邦彦／編曲：小谷充、米光亮（リミックス）
2. 恋人のなぎさ
作詞：山上路夫／作曲：村井邦彦／編曲：小谷充
3. 或る日突然（カラオケ）

## 主なカバー
或る日突然
- 野宮真貴 - カバーアルバム『男と女 〜野宮真貴、フレンチ渋谷系を歌う。』（2016年8月31日）に収録。タイトルは「或る日突然 -Gainsbourg Version-」[3]。